# Пандинский
Пандинский — исчезнувший хутор в Дубовском районе Ростовской области. Располагался при балке Пандесал в 8 верстах к северо-востоку от станицы Граббевская

## История
Дата основания не установлена. Относился к юрту станицы Граббевской. Согласно данным первой Всероссийской переписи населения в 1897 году в хуторе Пандинском проживало 327 душ мужского и 290 женского пола. Согласно Алфавитному списку населённых мест области войска Донского 1915 года издания в хуторе имелось 100 дворов, проживало 261 душа мужского и 280 женского пола.
В результате Гражданской войны население хутора сократилось. Согласно первой Всесоюзной переписи населения 1926 года население хутора составило 310 человек, из них калмыков — 292, украинцев — 18. Хутор относился к Граббевскому сельсовету Ремонтинского района Сальского округа Северо-Кавказского края.
При образовании в 1929 году Калмыцкого национального района хутор остался за его пределами. Предположительно население хутора было переселено на территорию национального района. К 1936 году хутор не существовал.

## Население
Динамика численности населения
| 1897 | 1915 | 1926 |
| ---- | ---- | ---- |
| 617  | 541  | 310  |